# 555
555 је била проста година.

## Догађаји
- Византијско царство под царем Јустинијаном I достигло је свој врхунац. Јустинијан I је поново освојио многе бивше територије Западног римског царства, укључујући Италију, Далмацију, Африку и јужну Хиспанију.
- Земљотрес разорио град Латакију (савремена Сирија).
- Краљ Хлотар I анектује франачке територије Меца и Ремса, након смрти свог пранећака Теудебалда.
- Умире краљ Ерб од Гвента (у Јужном Велсу); његово краљевство је подељено на Гвент и Ергинг.
- Лето – Лазички рат: Византијска војска под Бесом је одбијена и принуђена да се повуче из Археопоља (Грузија).
- Краљ Губаз II је позван да посматра опсаду тврђаве коју држе Персијанци, и убијен је од стране византијског војног особља након што их је оптужио за неспособност.
- Кинеска династија Лианг: Јинг Ди, 12 година, наследио је свог оца Јуан Дија, а генерал Чен Баксијан га је прогласио за цара.
- Историчар Јорданес пише неколико књига, међу којима је Порекло и дела Гота.
- Талиесин, британски песник, постаје дворски бард краља Брохвела од Поуиса.
- 7. јун – Папа Вигилије умире у Сиракузи на свом путу кући. Његово тело је донето у Рим и сахрањено у Сан Мартино аи Монти.